# Hełm wz. 2005
O hełm wz. 2005 é um capacete de combate das Forças Armadas Polonesas usado desde 2006.

## História
O Instituto Militar de Tecnologia de Armamento e a empresa Maskpol SA desenvolveram um novo capacete para substituir o modelo anterior wz. 2000 para o Exército Polonês. Juntos, eles desenvolveram um novo capacete. O formato do casco foi inspirado em estruturas como o PASGT americano e o Schubert alemão. O novo tecido de aramida utilizou propriedades balísticas significativamente aprimoradas. O tecido para a produção dos capacetes wz. 2005 foi fornecido pela DuPont e Teijin.
Em comparação com os projetos anteriores de capacetes, o equipamento interno também foi alterado. Assim como no caso do capacete de Schubert, foi utilizado um inserto feito de um sistema de tiras e malha. Após comentários dos soldados, uma versão mais nova, de quatro pontas, do revestimento foi introduzida em 2008.
Nos anos de 2023 a 2025, o Exército Polonês receberá quase 80.000 novos capacetes wz. 2005. Eles seriam eventualmente substituídos pelo HP-04 e pelo Hełm HP-05.

## Operadores
- Polónia: Usado pelas Forças Armadas Polonesas.[4]
- Ucrânia: Em fevereiro de 2022, pelo menos 42.000 capacetes wz. 2005 foram fornecidos à Ucrânia.[5][6]

## Galeria

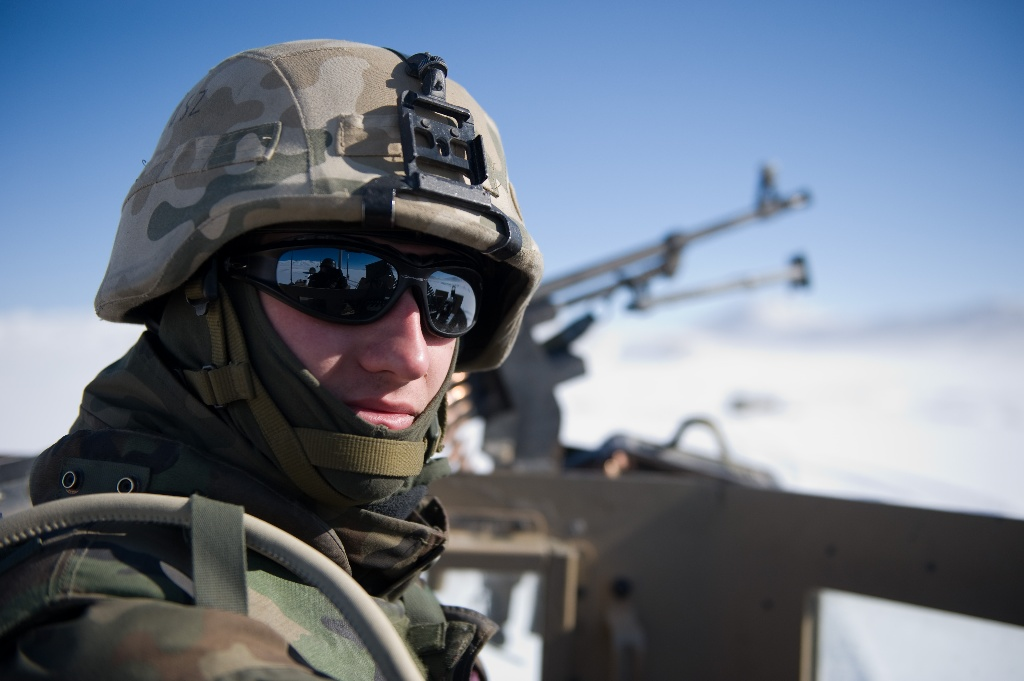
Soldado polonês usando capacete wz. 2005 no Afeganistão.
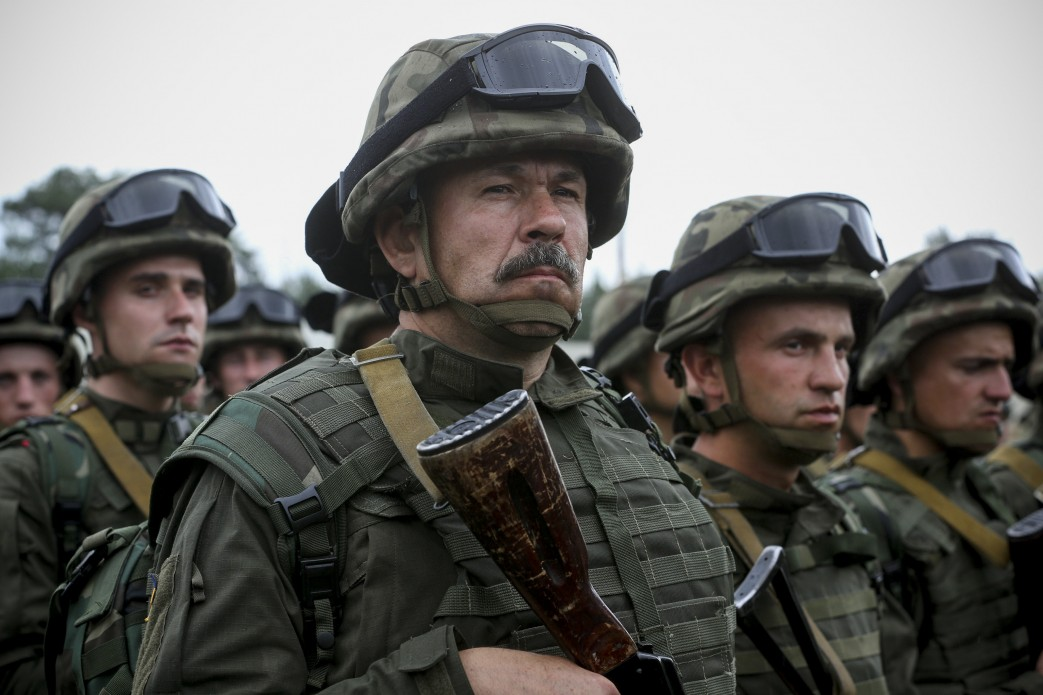
Guarda Nacional da Ucrânia em 2016.